# いとしのヒナゴン
『いとしのヒナゴン』は、重松清の長編小説。『オール讀物』2002年11月号から2004年5月号まで連載され、文藝春秋より2004年10月25日に刊行された。 広島県比婆郡周辺で1970年代に子供たちの話題をさらった未確認生物・ヒバゴンを題材とした作品である。
2005年にはこれを原作とした映画『ヒナゴン』が発表された。本稿では、この映画作品についても併せて扱う。

## あらすじ
物語の舞台は、累積赤字が増大し、隣町との合併問題に揺れる広島県の田舎町・比奈町。大人になっても謎の未確認生物“ヒナゴン”の存在を信じ続ける元ヤンキーの町長・イッちゃんが、幼馴染の悪友たち、そして、みんなの憧れのヒロイン・信子を巻き込んで、ささやかな奇跡を起こす。

## 映画
2005年に伊原剛志、井川遥主演により『ヒナゴン』として映画化された。小説は映像化を想定して執筆されており、重松作品のなかでは初の映画化作品となった。
物語の舞台となった広島県（主に現在の庄原市西城町である比婆郡西城町）で全面ロケがおこなわれたり、主題歌に広島出身のユニコーンの楽曲を用いたり、地元企業である「RCC・中国放送」「中国新聞」「マツダ」「ポプラ」などが全面的に協力をして、ご当地映画のひとつとして位置づけられる。
また、ロケ地になった庄原市西城町の芸備線備後西城駅の駅舎には、ロケ記念のプレートが掲げられている。（2005年7月30日劇場公開）

### キャスト
- 五十嵐一郎（イナゴのイッちゃん） - 伊原剛志（少年時代：奥田海星）
- 石井信子 - 井川遥
- 吉岡純平（ドベ） - 上島竜兵（少年時代：足立龍邦）
- 南波大助（ナバスケ） - 嶋田久作（少年時代：難波洋平）
- 橋本勝（カツ） - 鶴見辰吾（特別出演）（少年時代：石田裕己）
- 島本順平（順平） - 松岡俊介
- 西野俊彦（西野くん） - 柳家花緑
- 宮本恭子（宮本先生） - 馬渕晴子
- 荒川達吉（荒川さん） - 佐藤允
- 荒川新吉（達吉の孫） - 田中要次
- 片山憲吾（備北市長） - 豊原功補
- 石井絹代（絹代さん、信子の祖母） - 雪村いづみ
- 石井健作（ホラ健） - 夏八木勲
- 石井友子（信子の妹） - 居升悠（広島ホームテレビ）

### スタッフ
- 製作： 安東善博（中国放送）、中本祐昌（ウッドワン）、川城和実（バンダイビジュアル）、政友修（カラ）、三木和史（ビデオプランニング）
- 企画： 岡田寧 、花村ひろ子（カラ）
- プロデューサー： 門田大地、小川勝広
- 原作： 重松清 『いとしのヒナゴン』
- 主題歌： ユニコーン「すばらしい日々」
- 監督： 渡邊孝好
- 音楽： 岩代太郎
- 脚本： 山田耕大 渡邊孝好
- 助監督： 武正晴
- 特別協賛： ポプラ
- 協賛： 中本総合印刷、NTTドコモ中国、章栄不動産
- 特別協力： 中国新聞社、マツダ
- 企画協力： 文藝春秋、FMG
- メイキング監督： 横山雄二（RCCアナウンサー）
- 製作： 中国放送、ウッドワン、バンダイビジュアル、カラ、ビデオプランニング